# (11976) Josephthurn
(11976) Josephthurn (1995 JG) – planetoida z pasa głównego asteroid okrążająca Słońce w ciągu 2,79 lat w średniej odległości 1,98 j.a. Odkryta 5 maja 1995 roku.